# Best Secret
Die Bestsecret ist ein Online-Versandhändler für Designerware mit Sitz in Dornach bei München. BESTSECRET betreibt eine Verkaufsplattform in Form einer geschlossenen Shopping-Community und führt über 3.000 verschiedene Designermarken, wendet sich mit ihrem Angebot allerdings nur an registrierte Mitglieder. Das Unternehmen wurde 2007 als Tochterunternehmen der Schustermann & Borenstein GmbH gegründet.

## Geschichte
Die Anfänge von Schustermann & Borenstein gehen bis ins Jahr 1924 zurück. Seitdem hat sich das Unternehmen zu einem internationalen Modekonzern entwickelt. Das traditionelle Familienunternehmen wurde bis ins Jahr 2021 in der dritten Generation geführt.
Ab dem 1. September 2021 wurde die Bestsecret auf die Schustermann & Borenstein GmbH verschmolzen und in Bestsecret umbenannt.
Das Unternehmen ist in Deutschland, Belgien, Estland, Finnland, Frankreich, Griechenland, Irland, Italien, Lettland, Luxemburg, Niederlande, Österreich, Polen, Portugal, Schweden, Schweiz/Liechtenstein, Vereinigtes Königreich und Zypern aktiv.
Bestsecret zog im Jahr 2015 in ein neues Zentrallager nach Poing bei München um. Die Größe der Halle beträgt 28.800 Quadratmeter und besitzt eine Kapazität von bis zu 4 Millionen Kleidungsstücken.
Zusätzlich übernahm die Bestsecret am 1. April 2016 den Schweizer Online-Modehändler FashionFriends.

## Geschäftsmodell
Hinter dem Geschäftsmodell steckt das Prinzip einer geschlossenen Shopping-Community. Der Betreiber bietet registrierten Mitgliedern Zugriff auf eine Auswahl permanent reduzierter Designerware. Um diese Preispolitik aufrechtzuerhalten und dennoch die Exklusivität der Marken zu schützen, ist der Zugang zum Online-Shop auf 250.000 Mitglieder limitiert. Ein zukünftiger Nutzer muss von einem bestehenden Mitglied empfohlen werden, um Zugang zu erhalten.

## Investoren
Im Jahr 2012 verkaufte Schustermann & Borenstein zwei Drittel seiner Unternehmensanteile an die Axa Private Equity Group (jetzt Ardian), dazu gehörten Unternehmensanteile der Bestsecret. Die restlichen Anteile blieben im Familienbesitz bei Daniel Schustermann, Emil Schustermann, Benno Borenstein und Daniel Borenstein, die bis 2021 das operative Geschäft führten.
Ardian verkaufte 2016 die Schustermann & Borenstein- und die Bestsecret-Unternehmensanteile an Permira weiter. Der Unternehmenswert lag etwa zwischen 700 und 750 Millionen Euro. Heute befindet sich das Unternehmen im Besitz von Permira Fonds und der Familien Schustermann und Borenstein.

## Fracht-Container Laubholzkäfer-Vorfall

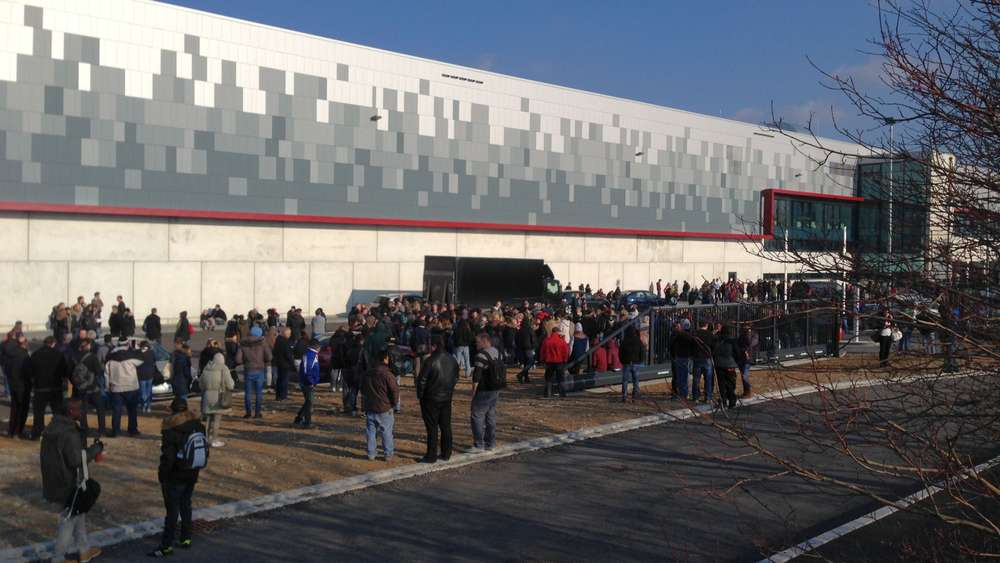
Großalarm in Poing als zwei Frachtcontainer aus Asien mit einem Mittel gegen den Laubholzbockkäfer versehen wurde.

Im Jahr 2016 gab es einen Vorfall, bei dem sich neun Mitarbeiter verletzten und sich weitere 51 in ärztliche Behandlung begeben mussten. Die Ursache ging von zwei Containern aus China aus, die mit einem Mittel versehen waren, das die Einfuhr des Asiatischen Laubholzbockkäfers vermeiden sollte. Die Mitarbeiter beschwerten sich über Luftverunreinigungen, die zu Reizungen an den Augen und Atemwegen führten. Die betreffende Ware wurde wieder zurückgesandt. Das Lager wurde am Folgetag wieder in Betrieb genommen. Daniel Schustermann versicherte, in Zukunft strengere Sicherheitsmaßnahmen einzuführen, um die Mitarbeiter zu schützen.

## Auszeichnungen
- Platz 2 Shoppingclubs – Test Bild Beste Service-Qualität 2017/18[17]